# 別列伊夫
49°5′47″N 24°1′54″E / 49.09639°N 24.03167°E
別列伊夫（烏克蘭語：Белеїв），是烏克蘭西部的村莊，隸屬伊萬諾-弗蘭科夫斯克州的卡盧什區。該村面積27.4平方公里，2001年人口881，人口密度每平方公里32.2人。